# قلعه بالا (شاهرود)
روستای قلعه بالا ۲۴ کیلومتر با شهر بیارجمند فاصله دارد و در ۱۴۰ کیلومتری جنوب شاهرود قرار گرفته است. روستا در منطقه ای کوهپایه ای بنا نهاده شده است که این امر موجب شده تا در ساخت خانه های آن از معماری پلکانی استفاده شود. این معماری خاص در کنار مصالح خاص منطقه و زیبایی کویر تصویری به یاد ماندنی را ایجاد کرده است. علاوه بر این ویژگی های خاص، پارک ملی توران نیز در جوار آن قراردارد که سفر به روستا را دیدنی تر می کند.

تاریخ این روستا با شهر بیارجمند گره خورده و اولین بار در کتابی به نگارش مقدسی در قرن چهارم از آن یاد شده است. در کتاب او نوشته شده است این شهر دارای دژ، بارو و پر از مزارع و تاکستان بوده است. علاوه بر این مردم روستا خود به پرورش دام می پرداختند و از محصولات خود مانند روغن، لبنیات و گوشت دام ها استفاده می کردند. این روستاها در کنار کویر بنا شده اند و مانند اکثر روستاهای کویری ایران برای آب رسانی از قنات استفاده می کردند.
طبق گفته ها عده ای از فرقه اسماعیلیه تحت امر حسن صباح به این منطقه گریختند و برای حفظ جان و ترس از دشمنانشان در غاری در حوالی ارتفاعات جنوب این روستا پناه گرفتند. بعدها محل سکونتشان معروف به غار ملاحدین شد، که مردم محلی آن را غار ملحدو می نامیدند. امروز نیز آثاری از آن برجای مانده است. 

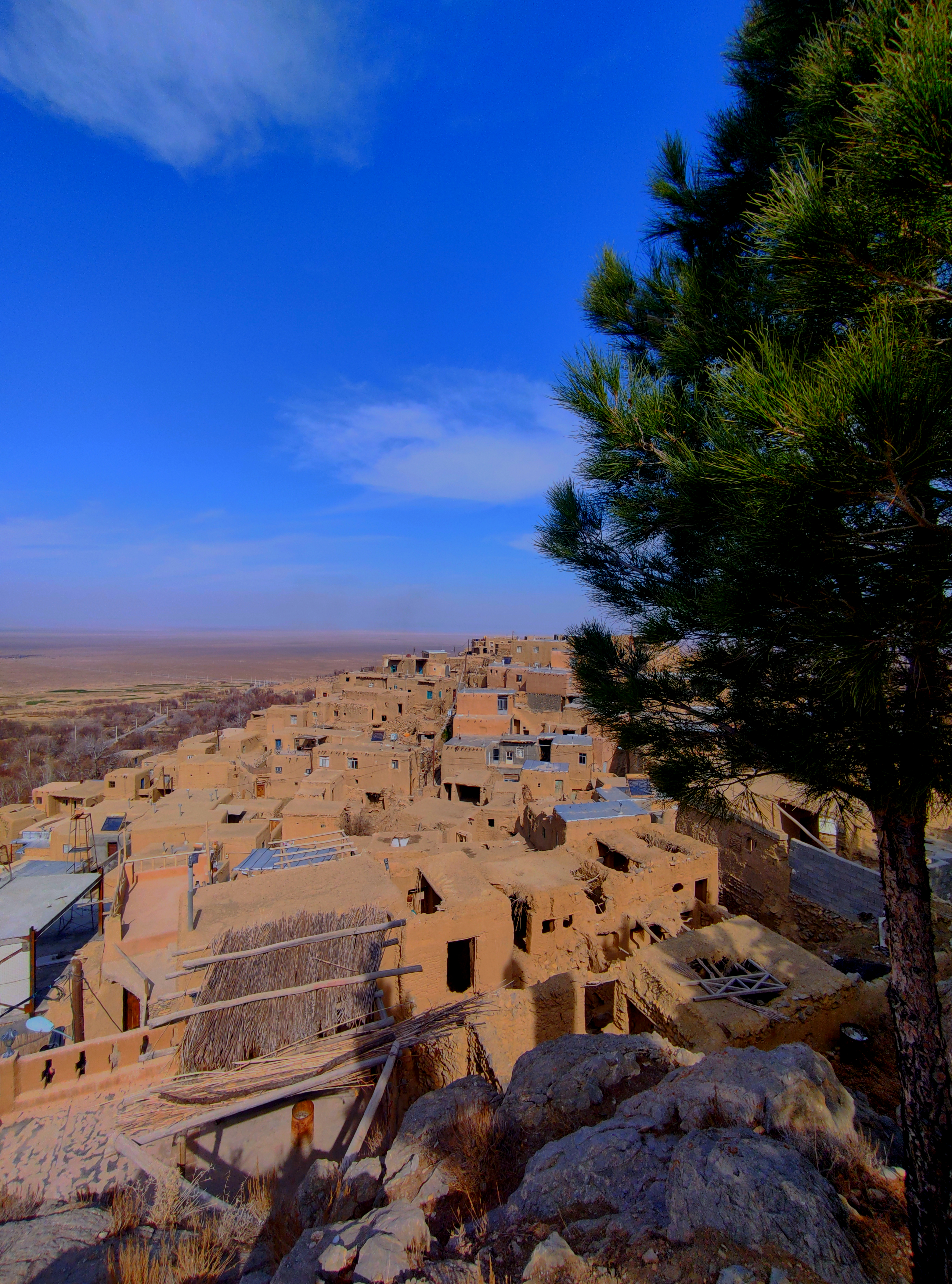
بافت پلکانی قلعه بالا

همان طور که گفته شد این روستا نیز مانند روستای معروف ماسوله به علت بنا شدن در منطقه ای کوهپایه ای دارای معماری پلکانی است. بدین گونه که سقف خانه هایی که در ارتفاع پایین تر بنا شده اند، حیاط خانه هایی هستند که در ارتفاعی کمی بالاتر از آن ها هستند. اما این روستا به علت این که کمتر شناخته شده است کاملا بافت قدیمی خود را حفظ کرده و خبری از هیاهو و شلوغی ماسوله در آن نیست.
علاوه بر معماری پلکانی در ساخت این خانه ها از مصالح بومی استفاده شده که آن را کاملا از دیگر روستاهای پلکانی متمایز می کند. این روستا در جوار بیابان بنا شده کافیست هنگام اقامت خود، شبی از محل استراحتتان خارج شوید و از شب های زیبای کویری لذت ببرید.
دشت های دلبر و علی انگر که جزو پارک ملی واقع در منطقه حفاظت شده خارتوران هستند در جوار روستای قلعه بالا قرار گرفته اند و زیستگاه جانورانی نادر هستند که برای دیدن آن ها می توانید به این روستا سفر کنید و از این جا به دیدن منطقه توران بروید. از دیگر دیدنی های آن قرار گرفتن مناظر کویری در کنار زیبایی های کوهستان هستند.
در روستا کوه های کم ارتفاع با سطح صاف وجود دارند که جزو جاذبه های آن به شمار می آیند. و دیگر دیدنی آن شب های کویری است، آرام سرد و دل انگیز. هنگامی که آسمان صاف و با ستاره ها چراغانی می شود.
یکی دیگر از ویژگی‌های روستای قلعه بالا هم جواری آن با پارک ملی توران است. که موجب شده به آن لقب دروازه حیاط وحش توران را بدهند. این منطقه به آفریقای ایران نیز شهرت دارد. خارتوران زیستگاه عظیم و وسیع گونه های مختلف جانوری است که در جوار بیابان قرار گرفته است. مساحت آن حدود یک میلیون و چهارصد و هفتاد هزار هکتار است که بزرگ ترین زیستگاه موجودات زنده در ایران و بعد از سرنگتی در کشور تانزانیا دومین زیستگاه بزرگ در جهان است.

در این منطقه بیش از ۲۵۰ گونه جانوری پستاندار، پرنده، خزنده و دوزیست زندگی می کنند که مشهورترین آن ها یوزپلنگ آسیایی و گورخر ایرانی هستند. خارتوران بیشترین تعداد یوزپلنگ را هم بین مناطق مختلف ایران دارد. به جز این ها غزال ایرانی (آهو)، سیاه‌گوش، گوسفند وحشی، کل‌ و بز، گربه شنی، گربه دشتی، جبیر، پلنگ ایرانی، گربه پالاس (از انواع نادر گربه‌سانان در ایران)، کفتار راه‌ راه، گرگ، شغال زرد، روباه قرمز و شاه روباه از پستانداران منحصر به فرد این منطقه می باشند.

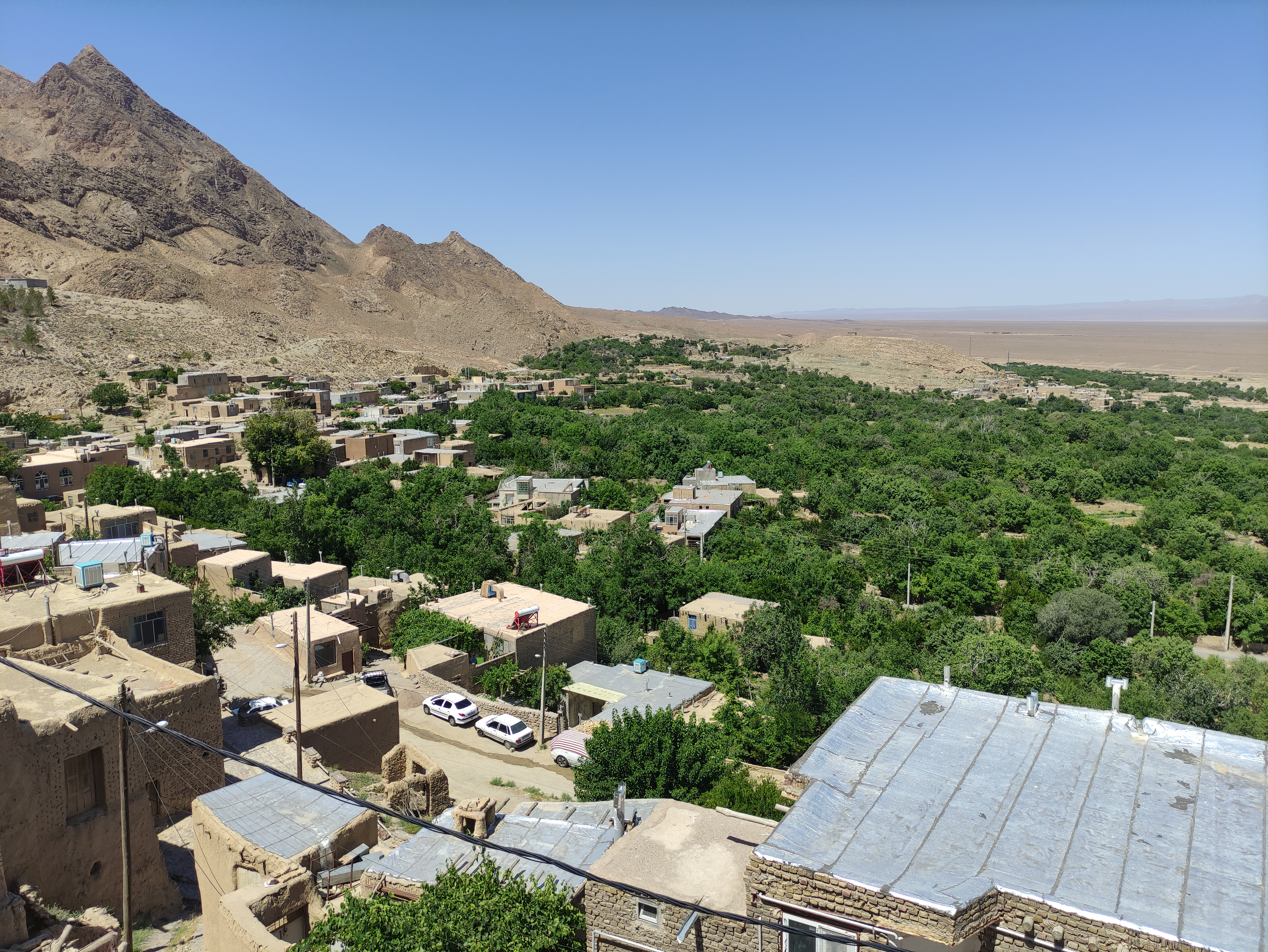
نمای باغات قلعه بالا از اقمتگاه قلعه مهرتوران

قلعه بالا به دلیل ارتفاع بیشتر از روستاهای مجاور چشم انداز کامل بر دشت بیارجمند داشته و از این جهت می توان قلعه بالا را نگین سبز توران نامید.
مردم این روستا مانند سایر نواحی و محله های ایران نغمه ها و سرودهای خود را دارند که در جشن ها و مراسم ازدواج آن ها می خوانند و می نوازند. صنایع دستی روستای قلعه بالا عمدتا قالی هایی است که زنان روستا آن ها را می بافند. یکی از دست سازهای اصلی آن تانه بافی است که مختص این روستا است و نوعی پارچه بافی است که برای مصارف مختلف از الیاف گوناگون در بافت آن استفاده می شود. دوخت انواع لباس های محلی و سوزن دوزی نیز از دیگر صنایع دستی مردمان این شهر است.

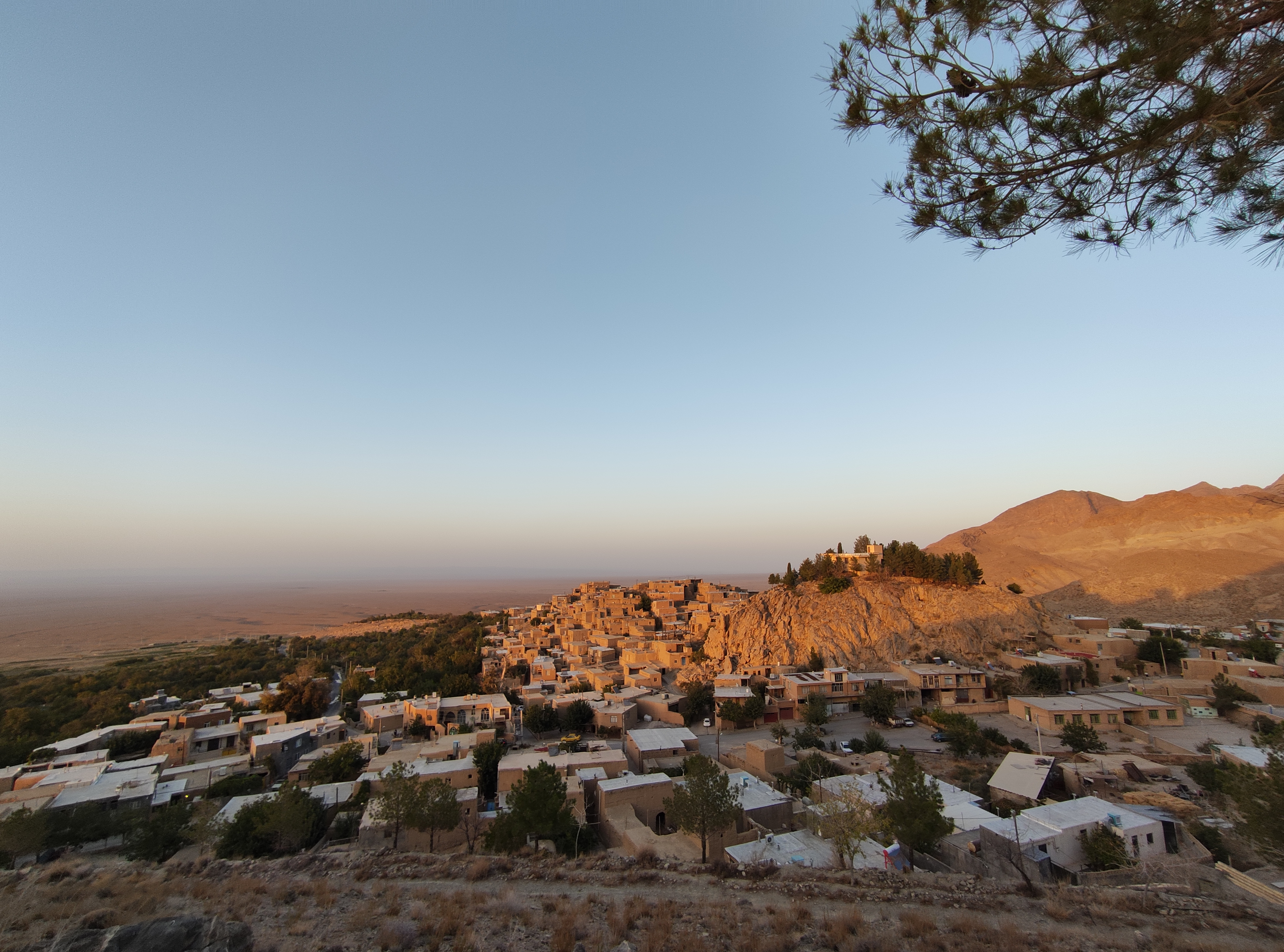
قلعه بالا در غروب آفتاب

در کنار این  کارها آن ها به پرورش کرم ابریشم نیز می پردازند و از آن نخ ابریشمی تولید می کنند. سوغاتی این شهر فلفل، انار، تخمه آفتاب گردان، زیره سبز، کنجد ودیگر صیفی جات است.
این روستا چند سالی است که رونق بسیاری در بخش گردشگری دارد. همجواری با پارک ملی توران باعث شده است این روستا گردشگران زیادی را جذب کند. بهترین زمان برای سفر به این روستا از اول پاییز تا اواسط بهار است. همچنین این روستا اقامتگاه های بسیاری از جمله اقمتگاه قلعه مهرتوران دارد.
1. ↑  https://www.irna.ir/photo/83474188/